# Lowlife
Lowlife («Лоулайф», с англ. «низкий уровень жизни») — шотландский музыкальный коллектив, активный с 1985 по 1997 год. Несмотря на то, что группе не удалось получить популярность, она стала культовой в определённых кругах и даже сегодня продолжает завоевывать поклонников во всем мире.

## История

### Образование группы и ранние годы (1983—1985)
Ранее именовалась группой Dead Neighbours, развивающейся в жанре Сайкобилли. В её первоначальном составе были Крэйг Лоренсон (вокал), Дэвид Стил (бас-гитара), Ронни Бьюкенэн (гитара) и Грант МакДовэлл (ударные). Руководил ими Брайан Гатри, который был братом Робина Гатри из Cocteau Twins.
В 1983 бас-гитарист Дэвид Стил покидает группу Dead Neighbours, пока записывался их второй альбом, Strangedays/Strangeways. В то же время, из Cocteau Twins уходит басист Уилл Хэгги. Менеджер группы Dead Neighbours, Брайан Гатри, предлагает Виллу присоединиться к ним вместо Дэвида, чтобы закончить альбом, а также принять участие в открытии тура исполнителя Джонни Сандерса. В итоге, Вилл решает окончательно остаться в группе. Гатри также заметил, что именно с ним группа наконец обзавелась своим уникальным стилем, вдохновленным творчеством The Cramps. В результате разногласий с группой касательно нового направления развития их творчества, Ронни Бьюкенэн покидает группу. Однако группа быстро находит нового гитариста, Стюарта Эвереста, который почти мгновенно вливается в коллектив. В 1984 группа решает сменить название с Dead Neighbours на Lowlife.

### Годы наибольшей активности (1985—1989)
В 1985 году, Lowlife записали мини-альбом на 6 песен под названием Rain, выпущенный под лейблом Nightshift Records. Впоследствии все альбомы группы, а также их лонг-плеи, синглы и мини-альбомы выйдут именно под этим лейблом, за исключением их финального альбома, Gush, который выйдет под Anoise Annoys Records. Rain, в целом, обрёл некий успех и даже смог достичь некоторых независимых чартов в Великобритании, Соединенных Штатах Америки и Франции.
Альбом 1986 года, Permanent Sleep, получил неплохие отзывы от музыкальных критиков. Trouser Press отметили, что альбом «… глубоко ныряет в прорисовывание четких инструментальных и вокальных текстур музыки, в частности благодаря разнообразным, наложенным друг на друга, гитарным дорожкам. Именно гитара является самой неотъемлемой частью полученного звучания. Видно и упорство группы в создании особой, мрачной атмосферы в музыке, к примеру песня „Wild Swan“ даже при своих повторяющихся гитарных триплетах, вскружит всякому слушателю голову от своей мелодичности.» Melody Maker указал на то, что «Lowlife ныне совершенствуют свой уникальный стиль песен и несомненно воплотили в этом альбоме уникальный, чистейший драгоценный камень в мире альтернативной музыки, плод их своеобразной музыкальной алхимии.» . Sounds дал альбому четыре звезды, со следующим комментарием «Lowlife выстраивают глубокую музыкальную атмосферу, благодаря как гипноз чарующим мелодиям…»
В конце 1986 был также выпущен мини-альбом Vain Delights. Его производство финансировала компания брата-близнеца известного телеведущего Кита Чегвина, Джеффа Чегвина под названием Working Week. Record Mirror назвал этот релиз «Глубоким, меланхоличным и достигшим те уникальные музыкальные закоулки, до которых грампластинкам и дискам с посредственной музыкой ещё так далеко.» Одна из песен с этого альбома, «Hollow Gut», даже прокручивалась на двух радостанциях BBC Radio Джоном Пилом и Дженис Лонг. Видеоклип этой песни, также многократно появлялся на британском телевидении.
На запись их второго альбома, Diminuendo, было потрачено полгода и вышел он в 1987 году. Альбом получил множество позитивных оценок и в целом считается лучшим за всю музыкальную историю группы.

## Дискография

### Студийные альбомы
- Permanent Sleep (1986)
- Diminuendo (1987)
- Godhead (1989)
- San Antorium (1991)
- Gush (1995)

### Сборники
- Black Sessions and Demos (1988) — подборка невыпущенных демозаписей группы
- From a Scream to a Whisper (1990)
- Eternity Road: Reflections of Lowlife 85-95 (2006)

### Синглы и мини-альбомы
- Rain (1985) — мини-альбом (EP)
- Vain Delights (1986) — мини-альбом
- Eternity Road (1987) — сингл
- Swirl It Swings (1987) — мини-альбом